# SMS Hindenburg
SMS Hindenburg – niemiecki krążownik liniowy (w Niemczech klasyfikowany jako wielki krążownik – niem.: Großer Kreuzer) z okresu I wojny światowej, zbudowany jako trzeci i ostatni okręt typu Derfflinger.
Nazwę otrzymał na cześć Paula von Hindenburga, niemieckiego feldmarszałka, późniejszego (1925–1934) prezydenta Niemiec. Krążownik wszedł do służby liniowej dopiero w 1917 roku i nie wziął udziału w żadnej większej operacji morskiej. Po zakończeniu wojny został razem z innymi okrętami Hochseeflotte internowany w Scapa Flow i samozatopiony 21 czerwca 1919 roku.

## Budowa
Stępkę pod krążownik położono w Kaiserliche Werft w Wilhelmshaven 1 października 1913 roku. Został zbudowany jako trzeci po „Derfflingerze” i „Lützowie” okręt typu Derfflinger, według nieznacznie zmodyfikowanych planów. W trakcie budowy określano go jako „ersatz Hertha”, czyli jednostkę budowaną jako następcę starego krążownika pancernopokładowego „Hertha”.
Budowa okrętu została opóźniona na skutek wybuchu I wojny światowej i związanego z tym niedostatku pracowników stoczniowych przy zwiększonych potrzebach czasu wojny. Wodowanie odbyło się dopiero 1 sierpnia 1915 roku. Nazwę swą otrzymał – co rzadkie – od nazwiska osoby żyjącej: feldmarszałka Paula von Hindenburga. Prace wyposażeniowe również przebiegały powoli, w dodatku w kwietniu 1917 roku okręt został staranowany i lekko uszkodzony przez wychodzący z doku stoczni pancernik „Helgoland”. Ostatecznie krążownik wszedł w skład Kaiserliche Marine 10 maja 1917 roku i jesienią tegoż roku po zakończeniu wyposażania i okresie prób został włączony do 1. Grupy Rozpoznawczej (1. Aufklärungsgruppe). Pierwszym dowódcą okrętu został komandor (Kapitän zur See) Johannes von Karpf.

## Opis konstrukcji
Mający długość całkowitą 212,8 m oraz szerokość maksymalną 29 m kadłub „Hindenburga” został podzielony grodziami wodoszczelnymi na 17 przedziałów. Pancerz burtowy składał się z pasa pancernego grubości 305 mm, chroniącego wszystkie mechanizmy okrętu oraz dodatkowych pasów pancernych na dziobie (grubości 120–152 mm), rufie (grubości 120 mm) i poniżej linii wodnej, grubego na 152 mm. Pas burtowy przechodził w cytadelę pancerną o grubości ścian 228 mm, zamkniętą grodziami pancernymi (200–250 mm). Pancerz poziomy składał się ze skośnych elementów grubości 30 mm na śródokręciu, łączących się z pancerzem burtowym i pokładu pancernego o grubości od 50 do 80 mm. Główne stanowisko dowodzenia miało pancerz o grubości 300 mm.
Napęd krążownika stanowiły dwa zespoły turbin parowych wysokiego i niskiego ciśnienia (razem cztery turbiny w czterech osobnych maszynowniach) systemu Parsonsa, o łącznej projektowanej mocy 72 000 KM (na próbach z przeforsowaniem maszyn 95 777 KM), poruszające 4 śruby o średnicy 4 m i pozwalające osiągnąć stałą maksymalną prędkość 27,5 węzła. Parę do turbin dostarczało 18 kotłów parowych (cztery z nich zostały dostosowane do opalania paliwem płynnym) rozmieszczonych w 12 kotłowniach. Okręt posiadał dwa stery, ustawione jeden za drugim. Normalny zapas paliwa wynosił 738 ton węgla i 246 ton paliwa płynnego, maksymalny, odpowiednio 3640 ton i 1180 ton, pozwalał osiągnąć zasięg 6800 mil morskich przy prędkości ekonomicznej 14 węzłów.
Główne uzbrojenie „Hindenburga” składało się z ośmiu dział kal. 305 mm, umieszczonych w czterech wieżach artyleryjskich, po dwie na dziobie i rufie, w superpozycji. W porównaniu z oboma wcześniejszymi krążownikami typu Derfflinger zwiększeniu do 16° uległ maksymalny kąt podniesienia luf armatnich, co skutkowało zwiększoną donośnością. Artylerię średniego kalibru stanowiło 14 dział kal. 150 mm, zainstalowanych w kazamatach, po 7 na każdej burcie. Po pięć stanowisk z każdej burty mogło prowadzić ogień w kierunku dziobu, dwa pozostałe w kierunku rufy. Poza tym okręt posiadał cztery działa przeciwlotnicze kal. 88 mm. Wszystkie działa okrętu zostały wyprodukowane w zakładach Friedrich Krupp AG. Wieże artyleryjskie głównego kalibru były chronione pancerzem, który z przodu i z tyłu miał grubość 270 mm, z boków 220 mm, zaś z góry 80–110 mm. Barbety wież miały grubość do 260 mm. Artyleria w kazamatach była opancerzona płytami ze stali pancernej o grubości do 150 mm.
„Hindenburg” posiadał cztery podwodne wyrzutnie torped kal. 600 mm, zainstalowane po jednej na dziobie i rufie (po lewej stronie) oraz na każdej z burt prostopadle do osi podłużnej jednostki. Poza torpedami w wyrzutniach okręt dysponował również ośmioma torpedami zapasowymi. W odróżnieniu od poprzedników nie zainstalowano na nim sieci przeciwtorpedowych, których bezskuteczność udowodniły wcześniejsze starcia.

## Służba operacyjna
Pod koniec 1917 roku, gdy „Hindenburg” wszedł do służby liniowej, Kaiserliche Marine nie prowadziła już aktywnych działań przy pomocy dużych okrętów nawodnych, cały wysiłek skupiając na prowadzonej wojnie podwodnej. Pierwszym bojowym wyjściem w morze najnowszego krążownika była bezskuteczna próba nawiązania walki z okrętami liniowymi Royal Navy atakującymi niemieckie siły lekkie podczas II bitwy koło Helgolandu 17 listopada 1917 roku. Zanim jednak „Hindenburg” i towarzyszący mu „Moltke” dotarły na miejsce walki, brytyjskie okręty wycofały się unikając starcia.
Od 23 listopada „Hindenburg” został, w miejsce krążownika liniowego „Seydlitz”, okrętem flagowym dowódcy sił rozpoznawczych, wiceadmirała Franza von Hippera. Również w listopadzie nastąpiła zmiana na stanowisku dowódcy okrętu, które objął Kapitän zur See Hans Eberius, zastąpiony z kolei w lutym 1918 roku przez Kapitäna zur See Waltera Hildebranda. Od października 1917 roku lekkie siły Kaiserliche Marine rozpoczęły, z sukcesami, zwalczanie brytyjskich konwojów do neutralnej Norwegii. Zaniepokojony tym ówczesny dowódca Grand Fleet, David Beatty, zdecydował, że ważne konwoje będą dodatkowo osłaniane przez wydzieloną eskadrę okrętów liniowych. Stworzyło to jednostkom Hochseeflotte okazję do przechwycenia i zniszczenia takiej eskadry, korzystając z chwilowej przewagi liczebnej. Plan wiceadmirała Franza von Hippera polegał na przeprowadzeniu ataku na konwój przez krążowniki liniowe 1. Grupy Rozpoznawczej, które miały następnie wciągnąć ścigające je okręty brytyjskie pod ogień oczekujących w zasadzce niemieckich sił głównych.
Flota niemiecka, prowadzona przez „Hindenburga”, opuściła kotwicowiska rankiem 23 kwietnia 1918 roku. Już w godzinę później z jej składu ubyły dwie jednostki. „Moltke” doznał poważnej awarii urządzeń napędowych i, niezdolny do samodzielnego poruszania się, został wzięty na hol i odprowadzony do bazy przez pancernik „Oldenburg”. Pozostałe okręty kontynuowały akcję, ale pomimo dwudniowych poszukiwań nie udało im się przechwycić żadnego konwoju i w dniu 25 kwietnia wszystkie powróciły do baz. Była to już ostatnia akcja bojowa „Hindenburga”, który od tej pory pozostawał na kotwicowisku w Wilhelmshaven. 12 sierpnia 1918 roku nastąpiła zmiana na stanowisku dowódcy sił rozpoznawczych: awansowanego na głównodowodzącego flotą niemiecką von Hippera zastąpił wiceadmirał Ludwig von Reuter, który również wybrał na swój okręt flagowy „Hindenburg”.
W październiku 1918 roku Cesarstwo Niemieckie znalazło się w bardzo trudnej sytuacji. Zwycięska ofensywa Ententy, wycofywanie się z działań wojennych kolejnych sprzymierzeńców oraz rewolucyjne wrzenie w samych Niemczech spowodowały podjęcie przez nowego kanclerza, księcia Maksymiliana Badeńskiego rozmów o zawieszeniu broni z aliantami. Reakcją dowodzącego od sierpnia 1918 roku Kaiserliche Marine admirała Reinharda Scheera, nie wyrażającego (podobnie jak większość dowództwa armii i floty niemieckiej) zgody na zaprzestanie działań wojennych, było opracowanie planu decydującej bitwy morskiej z brytyjską Royal Navy. Miał go wykonać admirał Franz von Hipper z podległą mu Hochseeflotte. Okręty admirała Hippera wyszły na redę bazy w Wilhelmshaven w nocy z 29 na 30 października 1918 roku. Jednak niemieccy marynarze nie zamierzali brać udziału w tej, w zasadzie samobójczej misji i odmówili wykonywania rozkazów. W obliczu otwartej rewolty admirał Hipper nakazał okrętom powrót do portów w Wilhelmshaven i Kilonii.
Ostatecznie Niemcy zgodziły się na podpisanie 11 listopada 1918 roku rozejmu w Compiègne, kończącego I wojnę światową. Na mocy tego traktatu okręty Kaiserliche Marine miały zostać rozbrojone i poddane kontroli sprzymierzonych. U-Booty miały zostać wydane ostatecznie i bez prawa do zwrotu, natomiast jednostki nawodne poddane internowaniu na czas trwania rozmów pokojowych. Prezydent Stanów Zjednoczonych Woodrow Wilson proponował przekazanie rozbrojonej floty niemieckiej pod nadzór któregoś z państw neutralnych (mowa była o Hiszpanii, Holandii i Norwegii), ale ostatecznie do urzeczywistnienia tej propozycji nie doszło. W tej sytuacji aktualna stała się oferta brytyjska, wskazująca na kotwicowisko Royal Navy w Scapa Flow na Orkadach jako miejsce postoju internowanej Hochseeflotte.

## Internowanie w Scapa Flow i samozatopienie

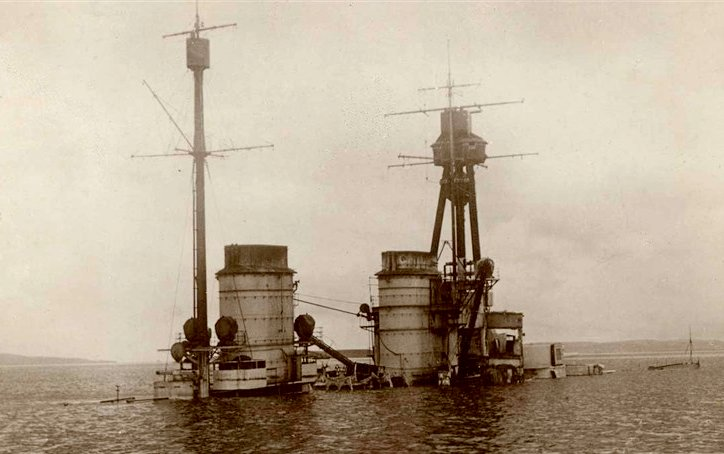
Wystające ponad wodę kominy i maszty „Hindenburga” po samozatopieniu

W wyniku negocjacji pomiędzy przedstawicielami marynarek wojennych Wielkiej Brytanii i Niemiec ustalono listę internowanych okrętów. Znajdował się na niej również „Hindenburg”. Niemieckie okręty, rozbrojone i z minimalnymi zapasami paliwa i żywności, wyszły w morze 19 listopada 1918 roku pod dowództwem Ludwiga von Reutera, by po spotkaniu z silnym zespołem Royal Navy, wzmocnionym na tę okazję okrętami US Navy i Marine nationale, wpłynąć do Firth of Forth. Po przeprowadzeniu kontroli stanu rozbrojenia okręty zostały przebazowane do Scapa Flow. W czasie internowania dowódcą szkieletowej załogi „Hindenburga” był komandor podporucznik (Korvettenkapitän) Erich Heyden.
W trakcie pobytu na internowaniu Ludwig von Reuter coraz wyraźniej zdawał sobie sprawę, że powrót choćby części powierzonych mu okrętów do kraju jest niemożliwy. W związku z tym i w obliczu zbliżającego się dnia wygaśnięcia obowiązywania zawieszenia broni, niemiecki dowódca zdecydował się postąpić zgodnie z rozkazem cesarza, mówiącym, że żaden niemiecki okręt nie może się dostać w ręce wroga. 21 czerwca 1919 roku admirał wydał rozkaz o samozatopieniu. „Hindenburg” zatonął jako ostatnia z wielkich jednostek, o godzinie 17.00. Jako jedyny pozostał na równej stępce, z wystającymi ponad lustro wody kominami i masztami. Jego marynarze zostali potraktowani jako jeńcy wojenni i osadzeni w obozach, skąd powrócili do kraju dopiero na początku 1920 roku.
Wrak krążownika został podniesiony w lipcu 1930 roku i złomowany w Rosyth w latach 1931–1932. Pochodzący z niego dzwon okrętowy został w 1959 roku przekazany marynarce wojennej Republiki Federalnej Niemiec.